# Cecilie Fløe
Cecilie Fløe (født 8. oktober 2001) er en kvindelig dansk fodboldspiller, der spiller angreb for HB Køge i Gjensidige Kvindeligaen og Danmarks U/19-fodboldlandshold. Hun har tidligere også spiller highschool-fodbold i USA på Montverde Academy i 2017/2018, indtil hun skiftede til Odense Q, i 2018.

## Karriere

### Klub
Fløe var den syvende mest scorende spiller i Gjensidige Kvindeligaen, ved vinterpausen 2019. Hun skiftede til topklubben KoldingQ, januar 2020.

### Landshold
Hun deltog desuden ved U/17-EM i fodbold for kvinder 2019 i Bulgarien, hvor holdet dog ikke nåede videre fra gruppespillet.
Cecilie Fløe blev 8. oktober 2021 udtaget til Danmarks kvindefodboldlandshold. Hun fik debut på landsholdet den 26. oktober i 5-1 sejr mod Montenegro i VM-kvalifikationskamp. Hun blev skiftet ind efter 76 minutter.